# Régiment des chevaliers-gardes
 (février 2023).
Si vous disposez d'ouvrages ou d'articles de référence ou si vous connaissez des sites web de qualité traitant du thème abordé ici, merci de compléter l'article en donnant les références utiles à sa vérifiabilité et en les liant à la section « Notes et références ».

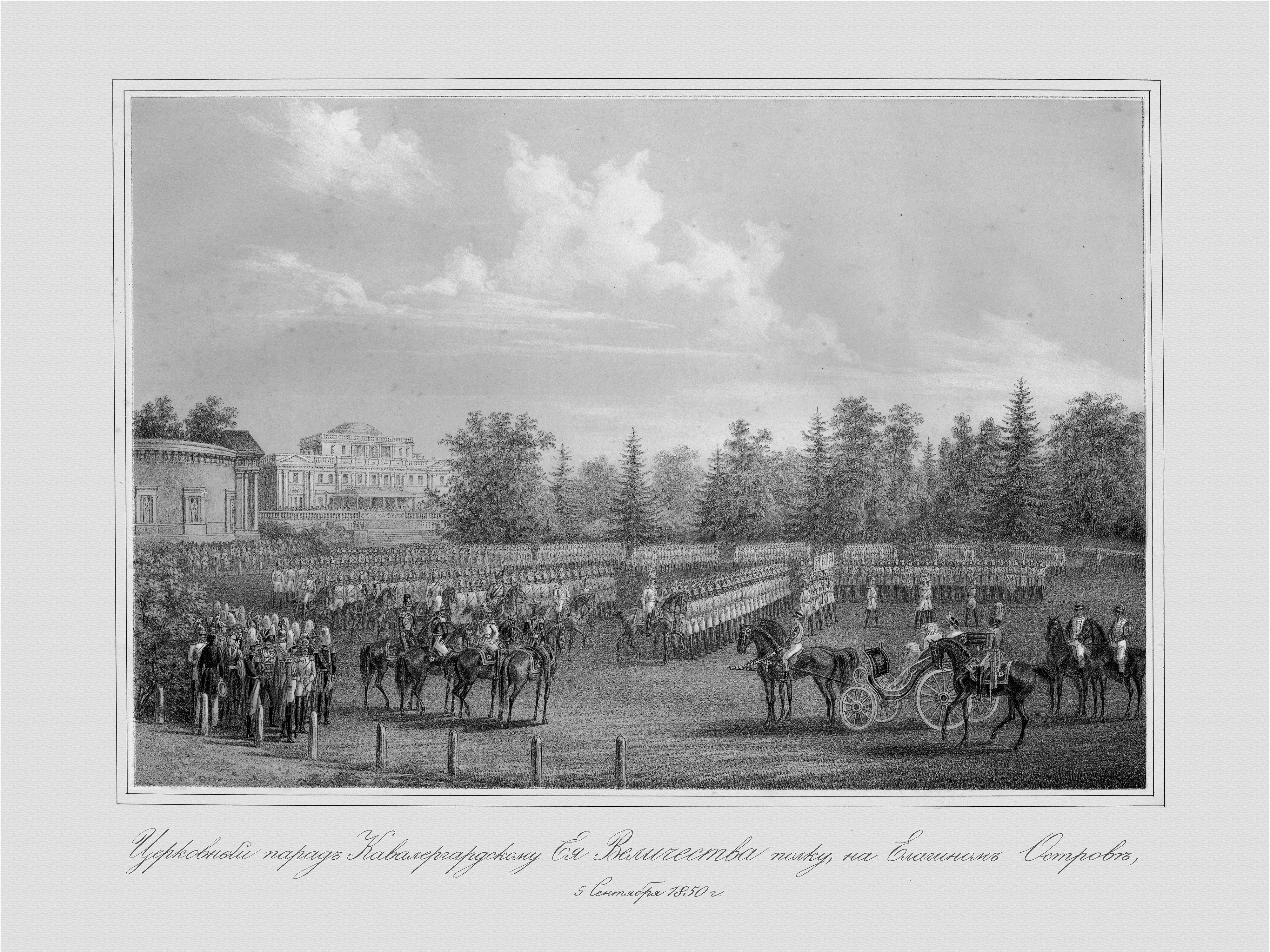
Revue des chevaliers-gardes devant le Palais Éliaguine à Saint-Pétersbourg.

Les chevaliers-gardes forme une unité de cavalerie de la Garde impériale russe sous l'Empire russe. Formée en 1724 par la Tsarine Catherine Ireafin de servir de régiment de garde du corps et garde d'honneur. Le régiment étaient composé uniquement de nobles, et qui recrute les plus grands noms de l’aristocratie de Russie. A son apogée le régiment comprenait quatre escadrons. En 1918 à la suite de la révolution de 1917 le régiment est dissous.

## Historique
- 1724 : le 30 mars création d’une unité d’escorte de Catherine Ire, formée de nobles, et nommée les Chevaliers Gardes.
- De 1724 à 1740 : reformations à l’occasion des couronnements, dissolution ensuite. Le Tsar Pierre Ier le Grand pris le titre de capitaine de l'unité.
- 1742 : les chevaliers-gardes forment une compagnie de cavalerie, intégrée au régiment Préobrajensky. Sous le règne de Catherine II, ils sont affectés à la garde du palais
- 1799 : le 11 janvier l’unité devient permanente sous l'appellation de Garde-du-Corps (= Kavalergardia )
- 1800 : le 11 janvier, l'unité devient le régiment des Chevaliers-Gardes à 3 escadrons
- À partir de 1805 : beaucoup d'anciens de l'ordre de Saint-Jean de Jérusalem prennent du service dans les chevaliers-gardes
- 1881 : le 2 mars l'impératrice Maria Feodorovna, épouse de Alexandre III de Russie, est nommée commandant-en-chef du régiment
- 1894 : le 2 novembre l'unité est renommée: régiment des Chevaliers-Gardes de Sa Majesté l'Impératrice
- 1918 : à la suite de la révolution russe le régiment est dissous comme tous les autres régiments de la garde impériale russe.

## Chefs de corps
- Nikolaï Grigorievitch Repnine-Volkonski
- Mihaïl Petrovitch Arnoldi
- Alexeï Fiodorovitch Orlov, 1825

## Faits d’armes célèbres
- 2 décembre 1805 : charge à Austerlitz commandée par le prince Repnine : l’escadron est détruit par une contre-charge des grenadiers à cheval et des mamelouks de la Garde impériale du général Rapp, et Repnine est fait prisonnier[1]. Il est présenté à Napoléon qui lui dit « Vos hommes se sont bien battus », ce à quoi le prince répond « C'est un grand compliment venant d'un si grand homme ». Après cette conversation, l'Empereur ordonne que le prince soit conduit à son bivouac et que le baron Larrey inspecte ses blessures[réf. nécessaire].

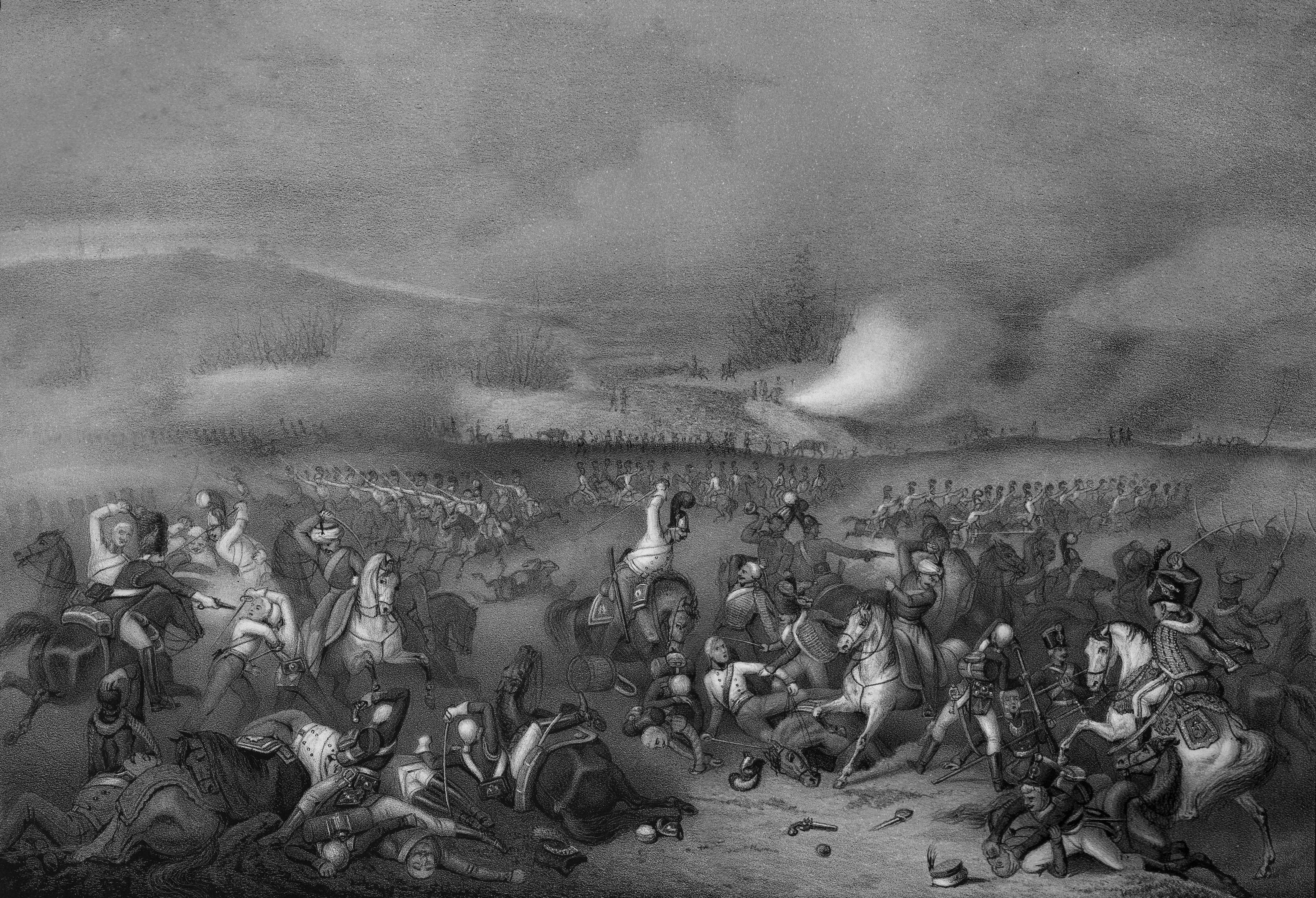
Lithographie russe représentant l'affrontement entre les chevaliers-gardes de Repnine et la cavalerie française de la Garde impériale à Austerlitz.

## Membres célèbres
- Georges d'Anthès (1812-1895)
- Paul von Benckendorff (1853-1921)
- Dimitri Cheremetiev (1803-1871)

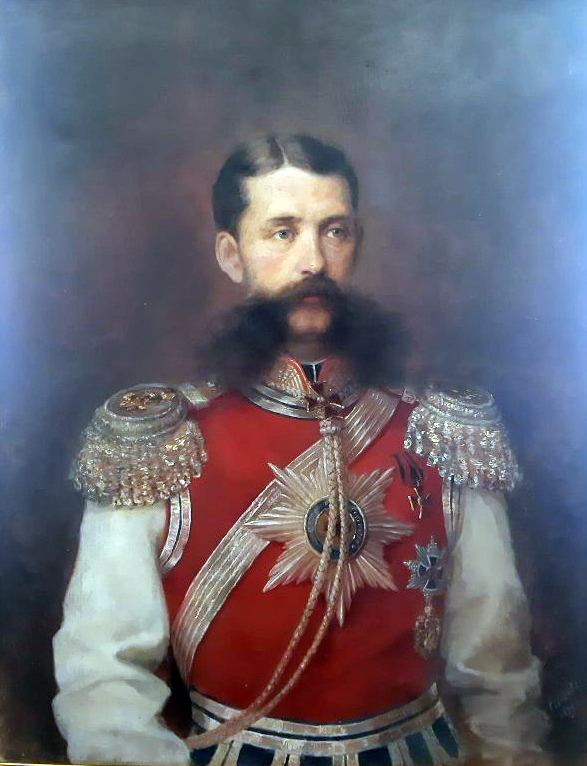
Nicolas Chipov

- Nicolas Nikolaïevitch Chipov (1848-1911)
- Denis Davydov (1784-1839)
- Mikhaïl Lounine (1787-1845)
- Carl Gustaf Emil Mannerheim (1867-1951)
- Vladimir Orlov-Davydov (1838-1870)
- Mikhaïl Rodzianko (1859-1924)
- Mikhaïl Skobelev (1843-1882)
- Pavel Skoropadski (1873-1945)
- Alexandre Albrecht (1788-1828)
- Giulio Renato de Litta Visconti Arese (1763-1839)

## Autres
Les chevaliers-gardes avaient leur caserne à Saint-Pétersbourg, ainsi qu’un boulevard. Le tsar était le colonel en chef du régiment. Lors d'une revue, l'un d'eux jeta son casque à terre alors que le régiment arrivait au galop : ce dernier s'arrêta à la hauteur du casque impérial et le commandant, descendant de son cheval, remit le casque au tsar. À partir de 1826, leur marche est la Dame blanche, de François-Adrien Boieldieu (dame blanche signifiant arme blanche dans leur argot). Les instruments de la fanfare régimentaire, actuellement conservée au musée royal de l'armée et de l'histoire militaire de Bruxelles, avaient une sonorité particulière car ils étaient faits dans du métal argenté.

### Particularités régimentaires

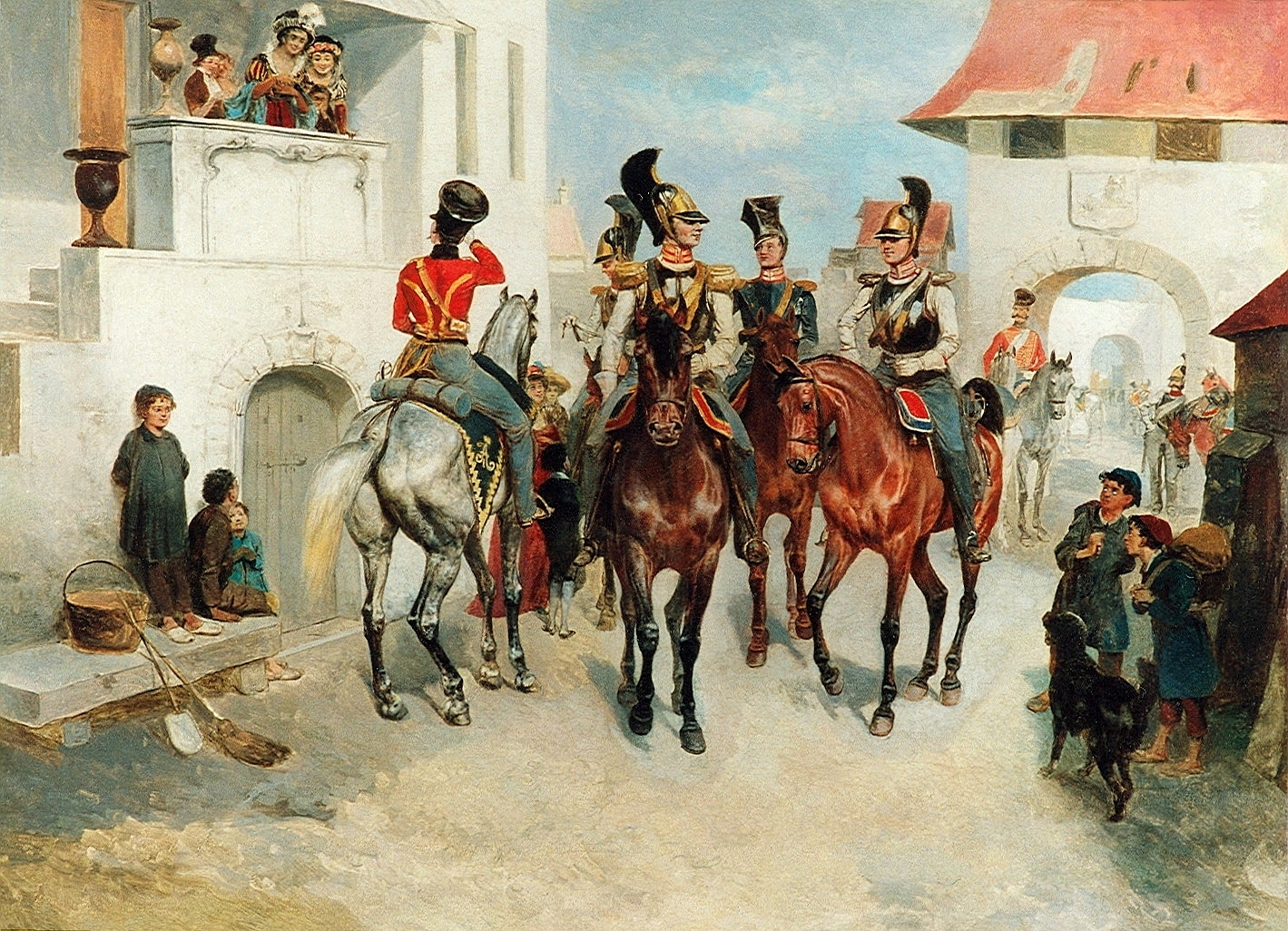
Officiers des chevaliers gardes lors des campagnes de 1814 et 1815 par Bogdan Willewalde.

Les engagés se devaient être de haute taille, blonds et sans barbe et avoir les yeux bleus.
La couleur de la robe des chevaux dépendait de l'escadron auquel ils appartenaient :
- 1° escadron : robe baie claire ;
- 2° escadron : robe baie plus prononcée avec taches ;
- 3° escadron : robe baie plus prononcée sans taches ;
- 4° escadron : robe baie noire ;
- les montures des trompettes avaient une robe grise.

### Récompenses régimentaires
- drapeau : drapeau de Saint-Georges, avec banderoles du jubilé de Saint-André portant l'inscription : « Pour s'être distingué en battant et chassant hors de Russie l'ennemi en 1812 ». Cette distinction lui fut accordée à la bataille de Borodino.

En outre les banderoles arborent les dates « 1799-1899 ».

### Iconographies historiques

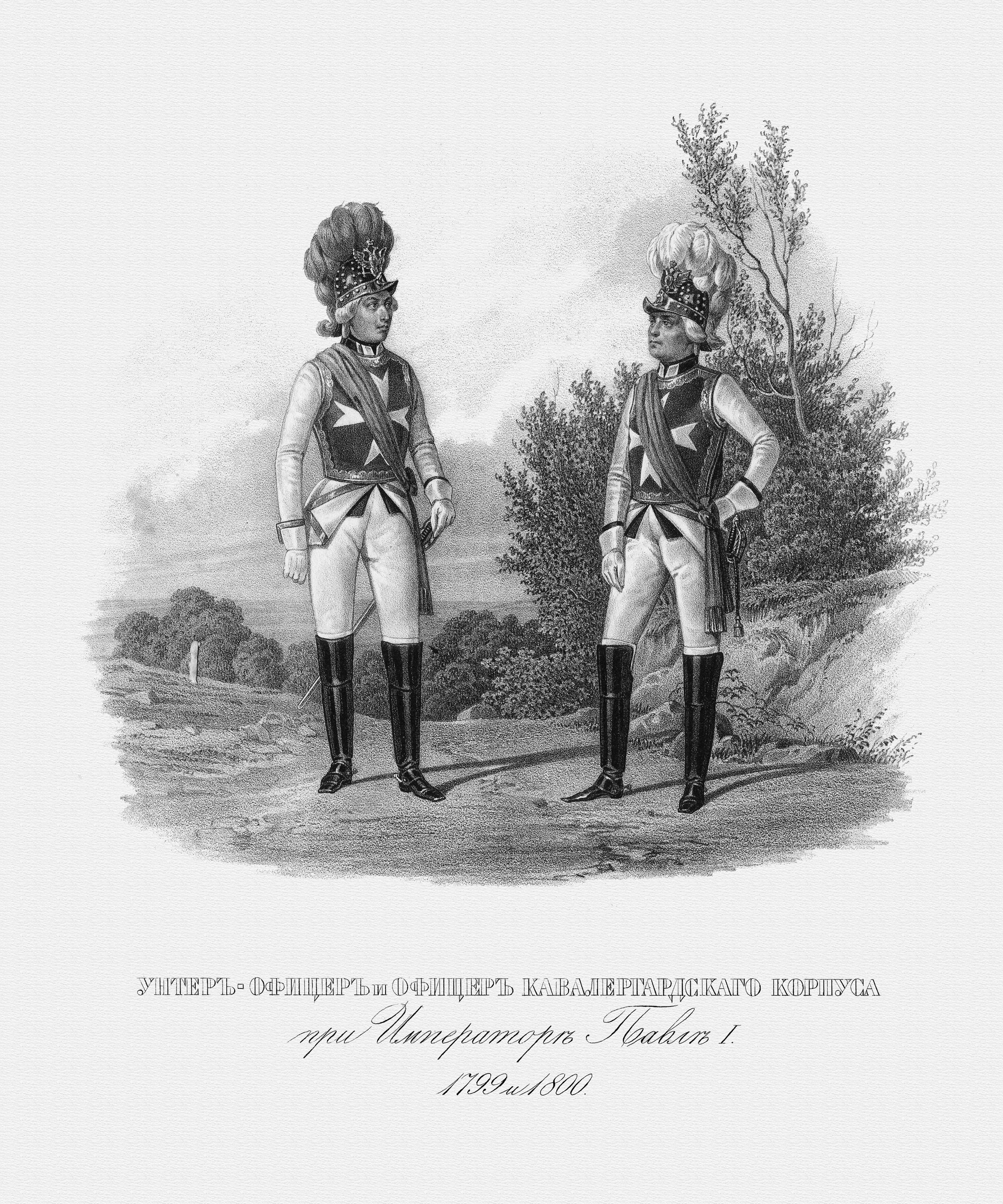
Officier et sous-officier des chevaliers gardes en 1799.
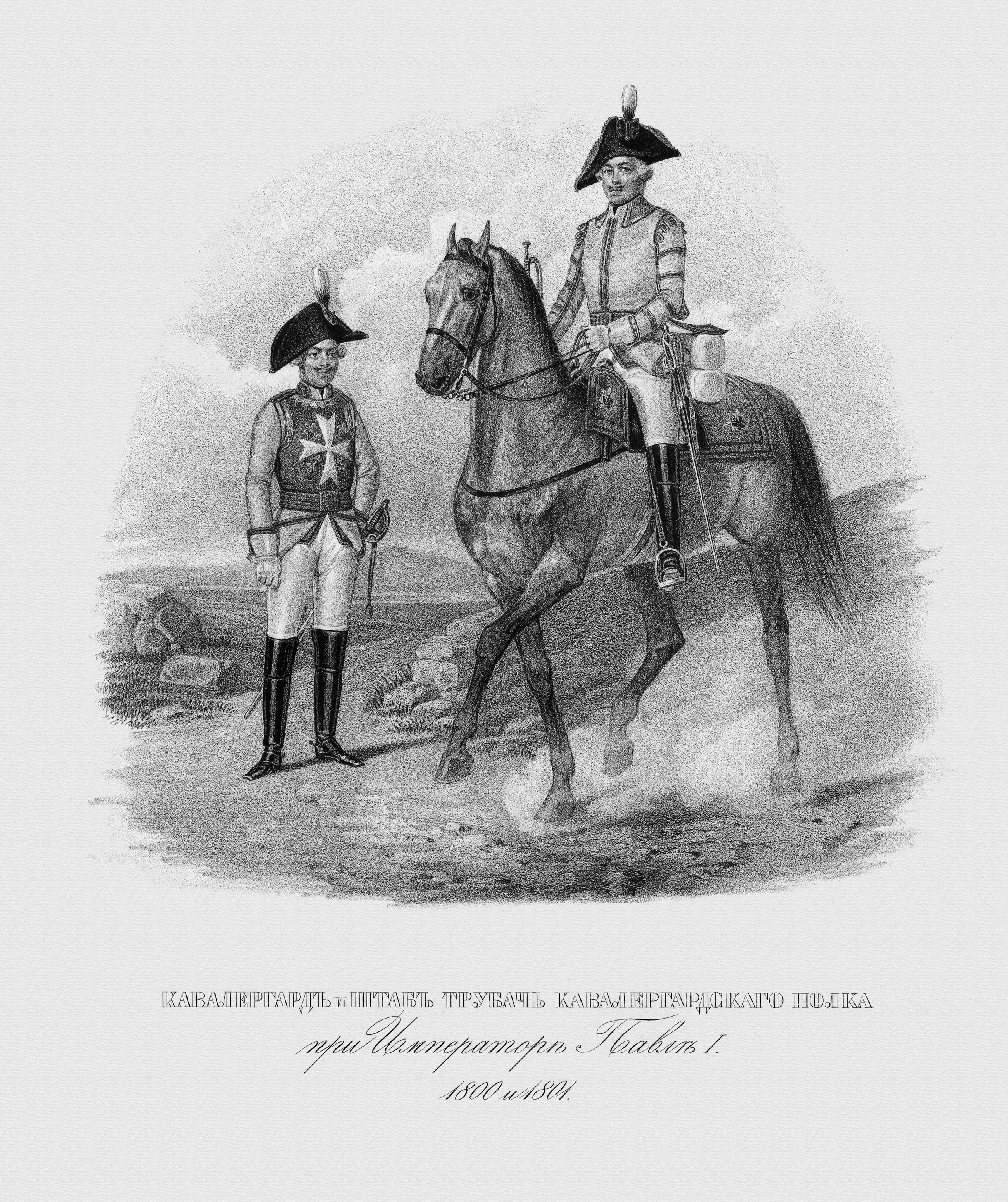
Soldats à pied et trompette à cheval du régiment des chevaliers gardes (1800 - 1804).
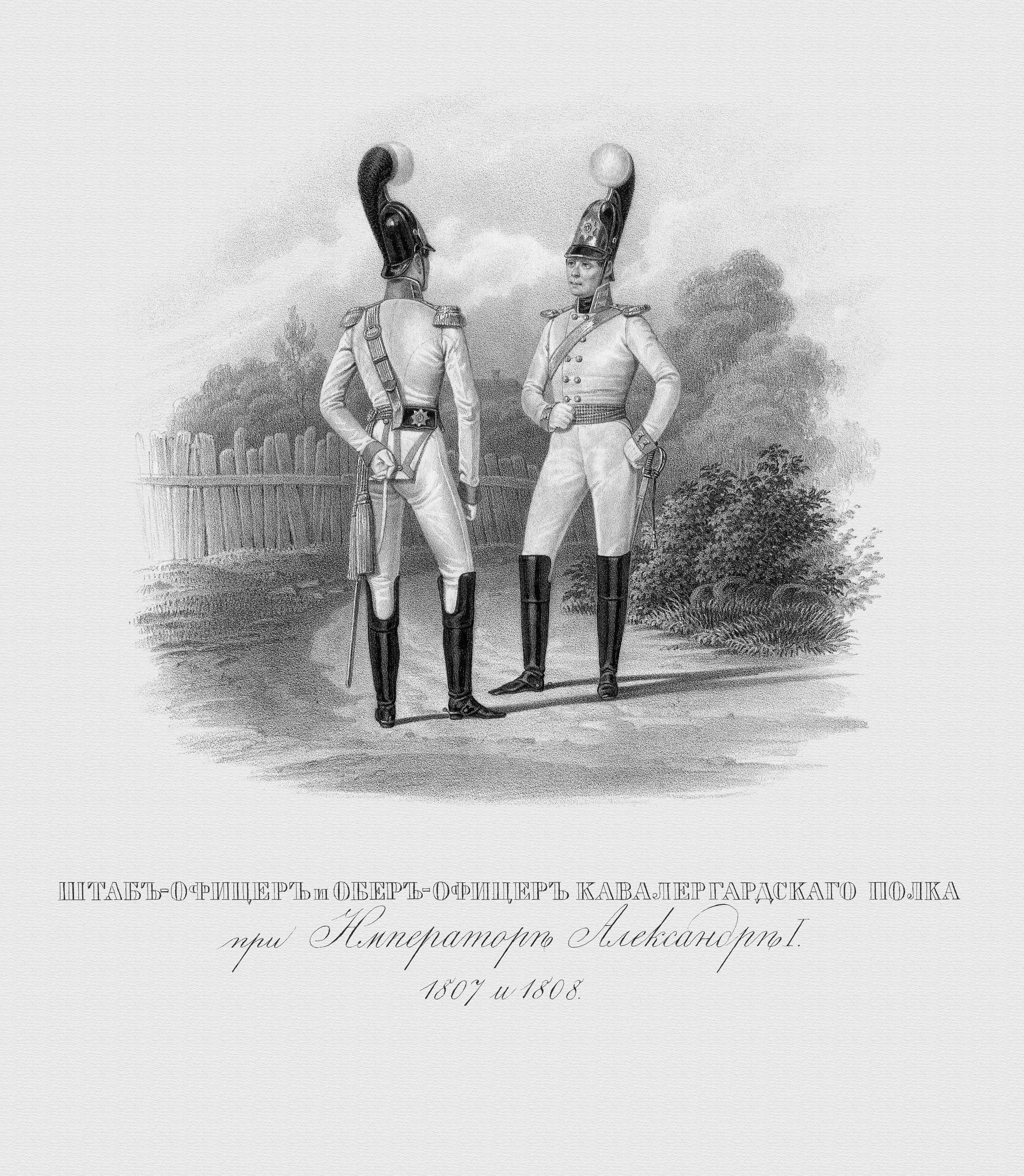
Officiers des chevaliers gardes (1807 - 1808)
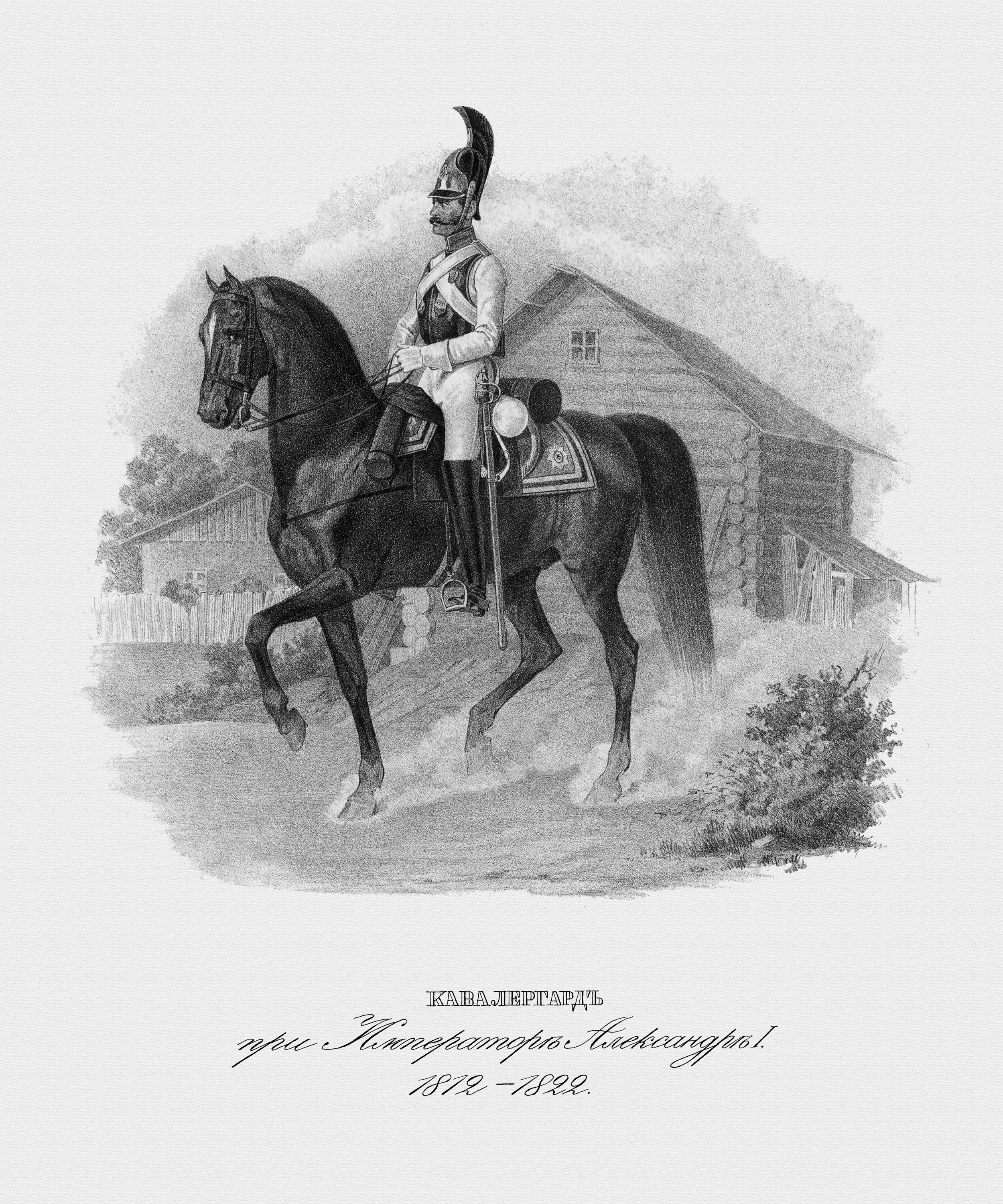
Officier des chevaliers gardes uniforme à cheval lors de la campagne de Russie.
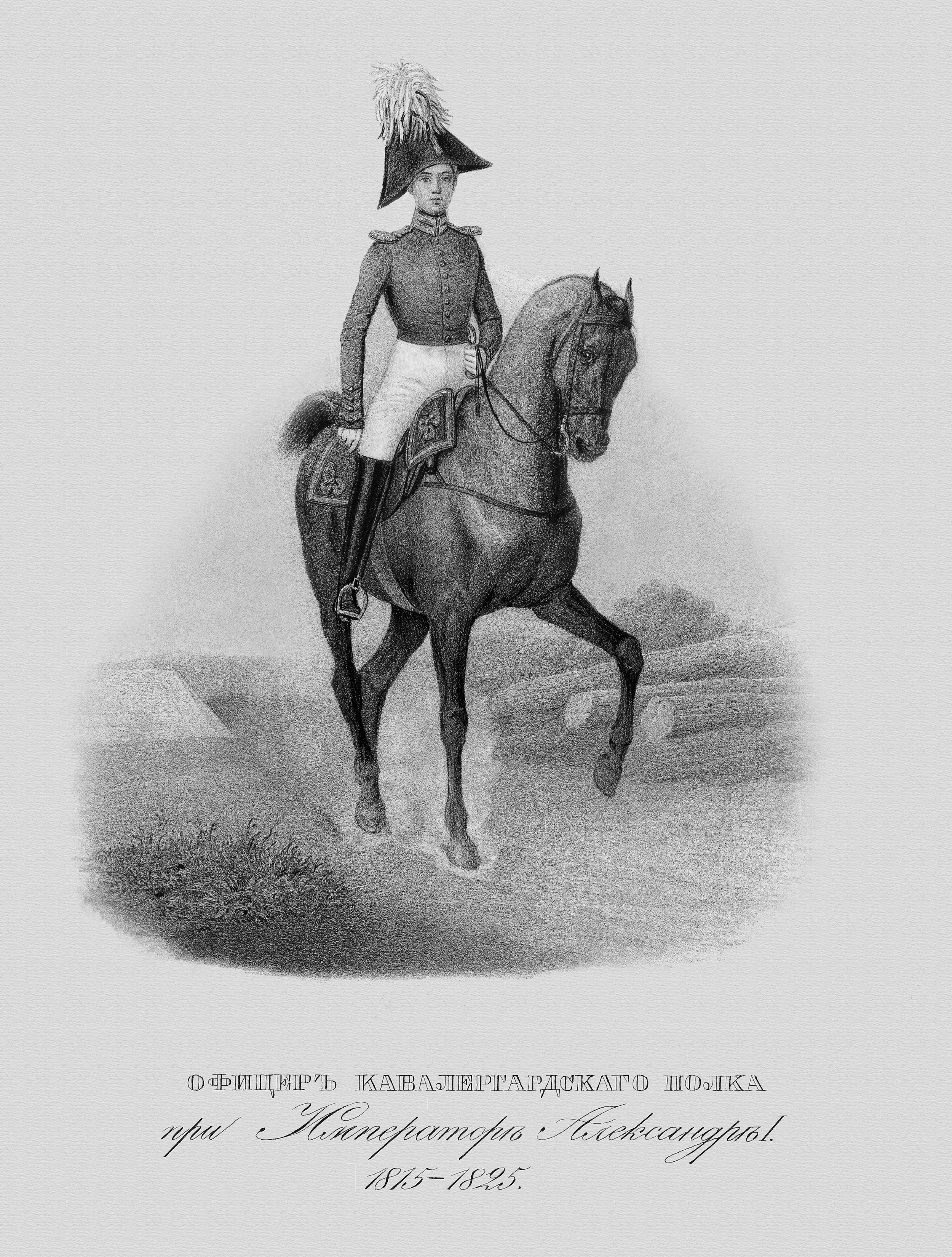
Officier supérieur des chevaliers gardes en 1815 uniforme à cheval.
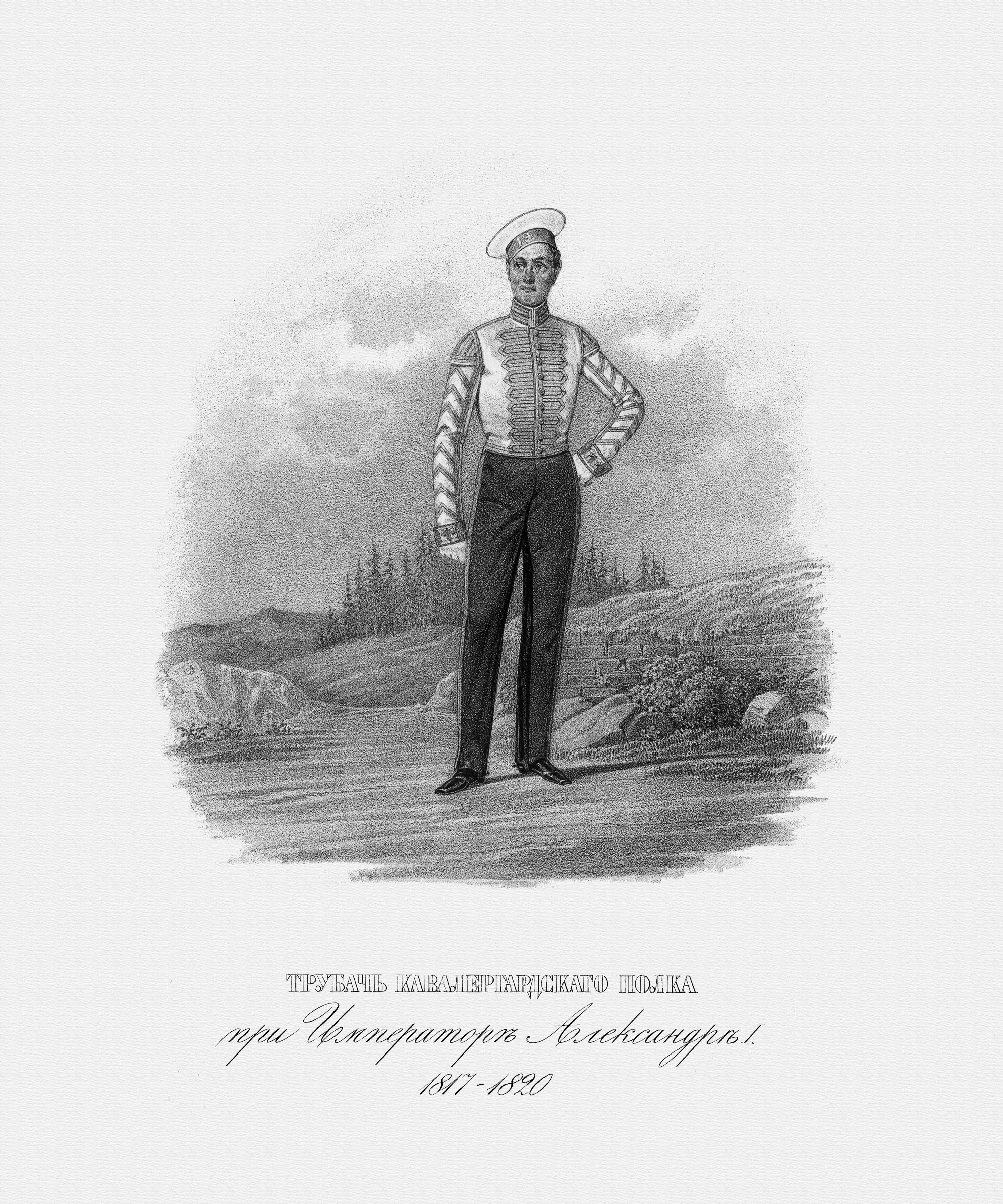
Trompette de chevalier-garde en petite tenue (1817-1820).
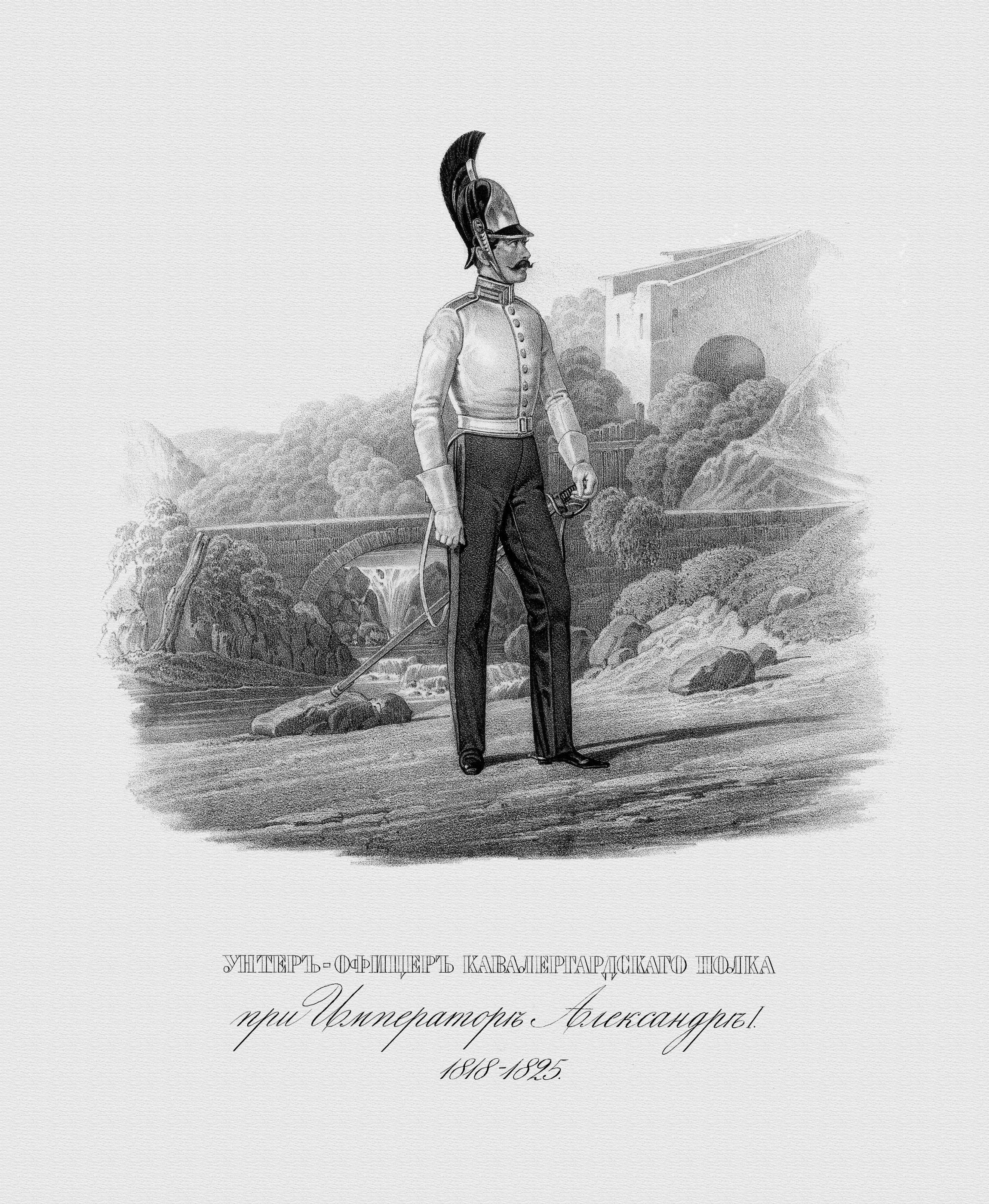
Officier des chevalier garde à pied (1818 - 1825).
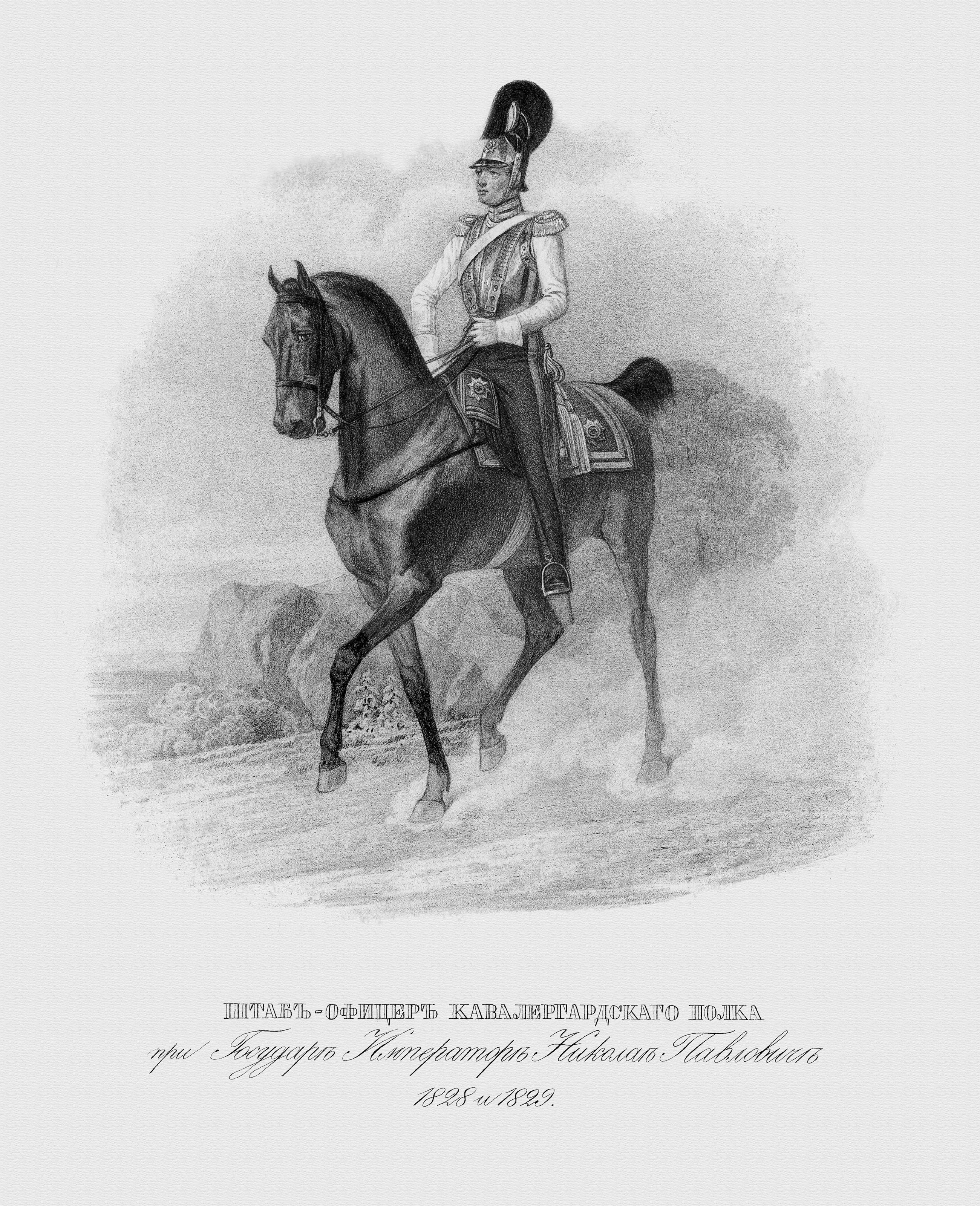
Officier des chevaliers gardes au début du règne de Nicolas Ier (1828 - 1829)
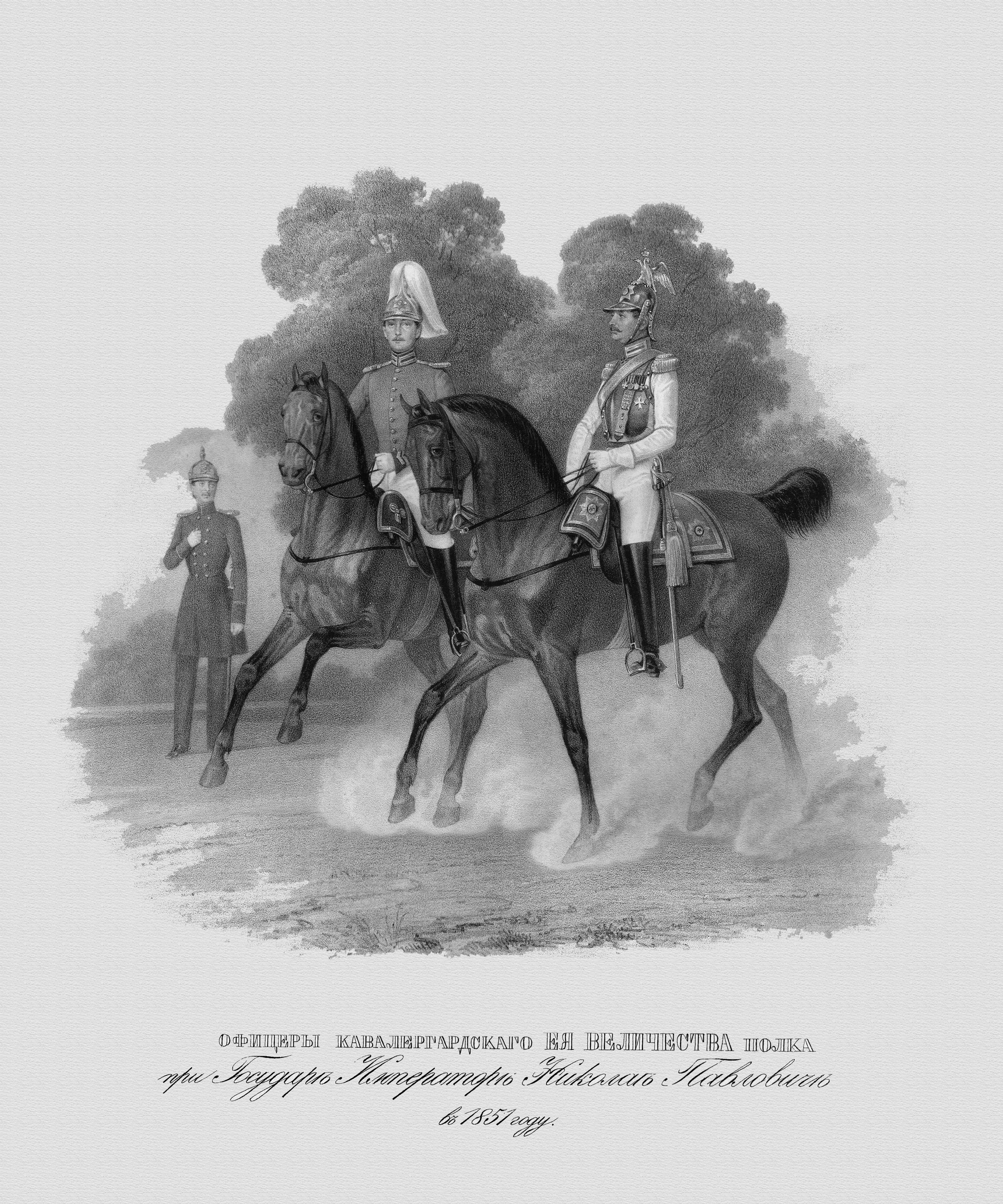
Officiers en grande tenue et petite tenue à cheval des chevaliers gardes (1851).
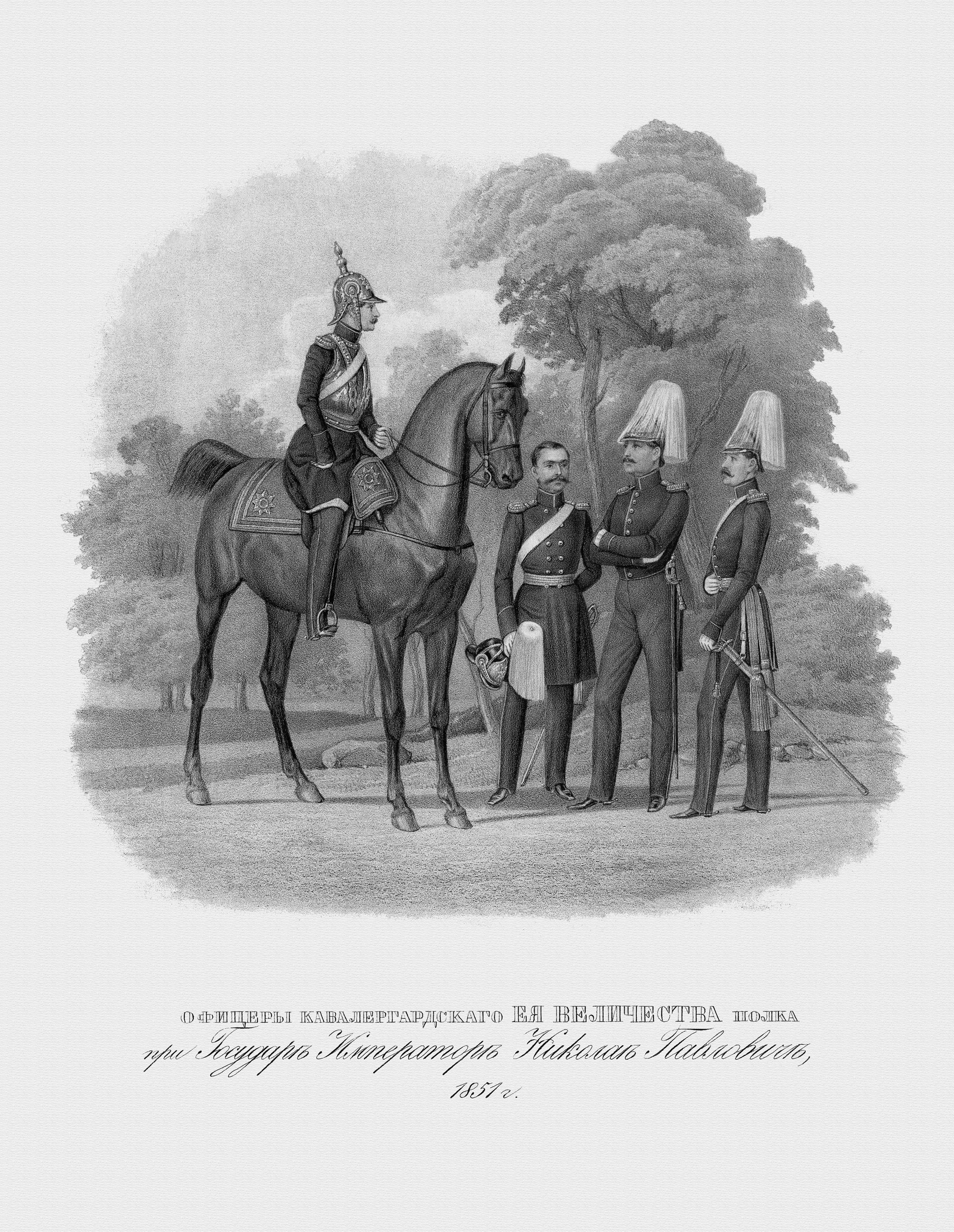
Officiers du régiment des chevalier garde, uniforme à pied et à cheval (1851).
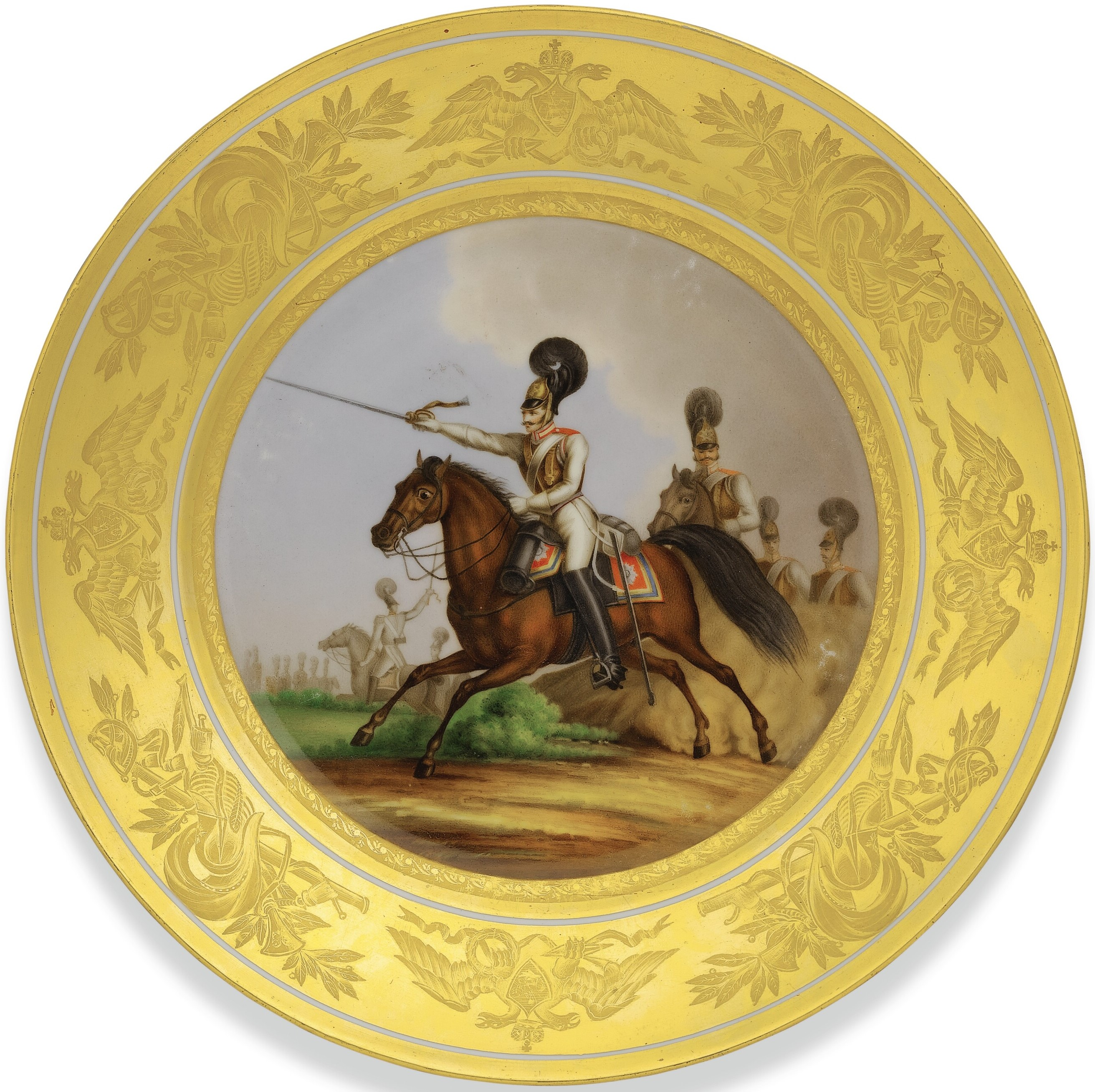
Porcelaine de la manufacture impériale représentant un sous-officier des chevaliers gardes en 1880.
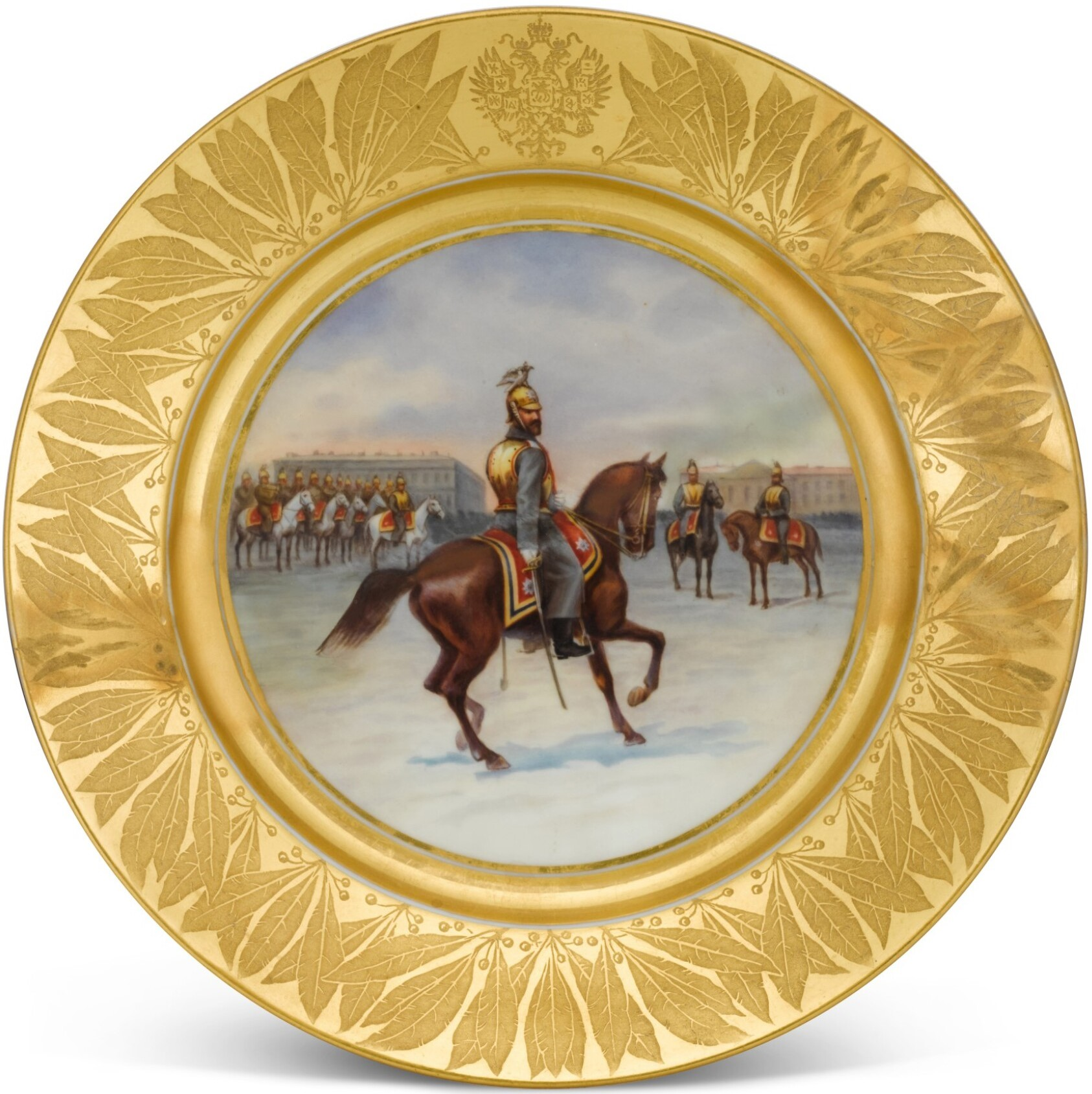
Porcelaine de la manufacture impériale représentant un cavalier en grand uniforme pour l'hiver (1893)
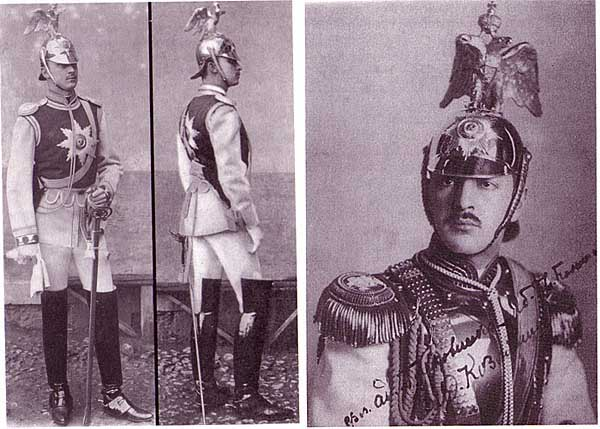
Photographie d'un chevalier-garde sous le règne de Nicolas II.